# Палестинска народна партија
Палестинска народна партија (ПНП;Hizb ash-Sha'b al-Filastini), основана 1982. године као Палестинска комунистичка партија, је социјалистичка политичка странка у Палестини и међу палестинском дијаспором.

## Историја
Првобитна Палестинска комунистичка партија основана је 1919. године. Након оснивања државе Израел и јорданске анексије Западне обале, комунисти са Западне обале су се удружили као Јорданска комунистичка партија, која је стекла значајну подршку међу палестинским Арапима. Успоставила је снажну позицију у палестинском синдикалном покрету и задржала значајну популарност на Западној обали током 1970-их, али је њена подршка касније опала. У појасу Газе, који је био под египатском окупацијом, основана је посебна палестинска комунистичка организација.
У фебруару 1982. године, истакнути палестински комунисти одржали су конференцију и поново основали Палестинску комунистичку партију. Нова странка је успоставила односе са Палестинском ослободилачком организацијом и придружила се ПЛО-у 1987. године. Члан ПНП је укључен у Извршни комитет ПЛО-а у априлу те године. ПНП је била једини члан ПЛО-а који није био базиран међу федајинским организацијама.
ПНП је била једна од четири компоненте Уједињеног националног руководства Прве палестинске интифаде и одиграла је важну улогу у мобилизацији подршке обичних људи за устанак.
Партија, под вођством Башира Баргутија, одиграла је важну улогу у поновном процењивању марксизма-лењинизма као политичке филозофије раније од многих других комунистичких организација у региону. Преименована је 1991. године, након распада Совјетског Савеза, у Палестинску народну партију, тврдећи да класну борбу у Палестини треба одложити јер палестински народ још увек води борбу за национално ослобођење у којој би елементи свих класа требало да се уједине. Преименовање је такође одражавало потез странке да се дистанцира од слике комунизма, идеологије која се у муслиманском свету доживљава као антагонистичка према религији; међутим, чланови странке се и даље идентификују са марксизмом.
Странка је била ентузијастични заговорник Споразума из Осла; међутим, сада критикује „неуспех“ мировног процеса, док и даље брани циљ независне палестинске државе на Западној обали и у Појасу Газе.
Године 2002, тадашњи генерални секретар странке, Мустафа Баргути, напустио ју је са неким присталицама како би основао Палестинску националну иницијативу.
На председничким изборима у јануару 2005. године, кандидат странке Басам ас-Салхи добио је 2,67% гласова.
На палестинским законодавним изборима 2006. године, ПНП је формирала заједничку листу под називом Ал-бадил за левичарске странке са Демократским фронтом за ослобођење Палестине, Палестинском демократском унијом и независним посланицима. Освојила је 2,8% гласова и два од 132 места у Савету.
За палестинске локалне изборе 2016. године, који су првобитно били заказани за октобар 2016. године, ПНП је била једна од пет левичарских палестинских фракција које су формирале заједничку листу под називом Листа демократског савеза. На изборима, који су одржани 13. маја 2017. године, Савез је освојио 5 од 3.253 места за која се расправљало, освојивши 0,32% гласова.
Уочи палестинских законодавних избора 2021. године, ПНП је учествовала у преговорима са Народним фронтом за ослобођење Палестине, Палестинском националном иницијативом, Демократским фронтом за ослобођење Палестине и Палестинском демократском унијом, како би формирали заједничку левичарску листу за изборе, међутим, разлике између ПНП-а и НФЛП-а довеле су до пропасти преговора. ПНП је на крају формирала заједничку листу са Палестинском демократском унијом под називом „Уједињена левица“, коју је предводио Фадва Ходер, члан Политбироа ПНП-а.

## Лидери партије
- Башир Баргути (1982–1998)
- Ханах Амирех, Абдел Маџид Хамадан, Мустафа Баргути (1998–2002)
- Басам ел-Салхи (од 2003)

### Остали значајни чланови
- Сулејман ел-Наџаб, члан Извршног комитета ПЛО-а.

## Спољашњи линкови
- Званични веб-сајт, in Arabic but with some pages in English.
- The Political Program, 2000